# Jean Friedel
Pour les articles homonymes, voir Friedel et Famille Friedel.
Jean Friedel est un botaniste français, né le 25 février 1874 à Paris et mort le 7 mars 1941 à Valence,.

## Biographie
Jean Friedel appartient à la famille Friedel, étant issu du deuxième mariage du chimiste Charles Friedel avec Louise Salomé Combes, la fille de Charles Combes. Il est ainsi le demi-frère du cristallographe et géologue Georges Friedel.
Il est biologiste de formation et s'est orienté vers la botanique, après avoir soutenu une thèse de doctorat en sciences naturelles. Il est maître de conférences en botanique à l'Institut agricole et colonial de l'Université de Nancy,, puis chef des travaux de botanique et conservateur des collections du laboratoire de botanique de la Faculté des Sciences de Paris.
Il traduit de l'allemand des ouvrages de physiologie végétale de Wilhelm Pfeffer et participe à la traduction du russe d'un traité de botanique générale de Vladimir Nikolaevich Lyubimenko (en). Il publie notamment Personnalité biologique de l'homme et Biologie et foi chrétienne.
Son fils, Charles Henri Friedel (1917-1990), est agrégé de sciences naturelles, professeur de sciences naturelles au Lycée Voltaire à Paris, membre du Parti socialiste et protestant.

## Publications

### Ouvrages
- Leçons de l'oncle Jean sur l'histoire naturelle, illustrées par l'auteur, Paris, Berger Levrault, 1901[6].
- L'assimilation chlorophyllienne aux pressions inférieures à la pression atmosphérique, Lille, Imprimerie Le Bigot, 1902.
- L'Idée de Dieu chez Lamarck, Paris, Société générale d'impression, 1909.
- Le Lathyrus aphaca L. a-t-il eu des ancêtres à feuilles foliolées?, Paris, Gauthier-Villars, 1911[7].
- Le matérialisme et les données actuelles des sciences de la vie, in: Le matérialisme actuel, avec Henri Bergson, Henri Poincaré et Charles Gide, préface de Paul Doumergue, Paris, Flammarion, 1913[8].
- Personnalité biologique de l'homme, Paris, Flammarion, 1921[9].
- Observation sur l'anatomie du pédoncule du fruit chez le Sterculia platanifolia, Kiev, 1938.
- Biologie et foi chrétienne : sur une synthèse entre les résultats de la science biologique et les grandes affirmations de la foi chrétienne, avec Henri Brès de Jersey, Paris, Editions Je sers, 1942[10].

### Traductions
- Physiologie végétale 1, Échanges de substance Premier fascicule : Étude des échanges de substance et d'énergie dans la plante, par Wilhelm Pfeffer, traduit de l'allemand, d'après la seconde édition, par Jean Friedel, Paris, Librairie Reinwald, Schleicher, 1904[11].
- Physiologie végétale 1, Échanges de substance Deuxième fascicule : Étude des échanges de substance et d'énergie dans la plante, par Wilhelm Pfeffer, traduit de l'allemand d'après la seconde édition par Jean Friedel, Paris, Librairie Reinwald, 1905.
- Physiologie végétale II, Échanges d'énergie : étude des échanges de substance et d'énergie dans la plante, par Wilhelm Pfeffer, traduit de l'allemand par Jean Friedel, Paris, Schleicher, 1905.
- Physiologie végétale : étude des échanges de substances et d'énergie dans la plante, par Wilhelm Pfeffer, traduit de l'allemand d'après la seconde édition par Jean Friedel, Paris, Schleicher, Steinheil, 1905-1912.
- Physiologie végétale 1, Échanges d'énergie : Étude des échanges de substance et d'énergie dans la plante, par Wilhelm Pfeffer, traduit de l'allemand, d'après la seconde édition, par Jean Friedel, Paris, Steinheil, 1906.
- Physiologie végétale 2, Échanges d'énergie 1er fascicule : Étude des échanges de substance et d'énergie dans la plante, par Wilhelm  Pfeffer, traduit de l'allemand, d'après la seconde édition par Jean Friedel, Paris, Steinheil, 1908[12].
- Physiologie végétale 2, Échanges d'énergie : Étude des échanges de substance et d'énergie dans la plante, par Wilhelm Pfeffer, traduit de l'allemand, d'après la seconde édition, par Jean Friedel, Paris, Steinheil, 1908.
- Traité de botanique générale, par Vladimir Nikolaevich Lyubimenko (en), traduit du russe par Anna Joukov, revu par Ferdinand Lot et Jean Friedel, avec une préface de Marin Molliard, Paris, Gauthier-Villars, 1927-1928.
- Physiologie végétale : étude des échanges de substances et d'énergie dans la plante, par Wilhelm Pfeffer, traduit de l'allemand d'après la seconde édition par Jean Friedel, Lyon, Bibliothèque Lyon 1, 2021.